# Coppa Anglo-Italiana 1980
La Coppa Anglo-Italiana 1980, chiamata per ragioni di sponsorizzazione Alitalia Challenge Cup 1980, fu la nona edizione della Coppa Anglo-Italiana. Fu vinta dalla Triestina, vittoriosa in finale contro il Sutton United.

## Squadre partecipanti
Al torneo hanno partecipato otto squadre, quattro italiane e quattro inglesi.
| Inglesi                                             | Italiane                            |
| --------------------------------------------------- | ----------------------------------- |
| Cambridge City Dulwich Hamlet Folkestone Sutton Utd | Campobasso Cavese Mantova Triestina |

## Fase eliminatoria

### Partite
Ogni squadra ha dovuto disputare quattro gare contro squadre dell'altra nazione. Le prime due giornate si sono giocate ad aprile in Italia, mentre la penultima ad aprile, e l'ultima a maggio in Inghilterra.

#### Prima giornata
| Data       | Squadra numero 1 | Squadra numero 2 | Risultato |
| ---------- | ---------------- | ---------------- | --------- |
| 02.04.1980 | Campobasso       | Folkestone       | 4-2       |
| 02.04.1980 | Cavese           | Sutton Utd       | 0-0       |
| 02.04.1980 | Mantova          | Cambridge City   | 2-0       |
| 02.04.1980 | Triestina        | Dulwich Hamlet   | 0-0       |

#### Seconda giornata
| Data       | Squadra numero 1 | Squadra numero 2 | Risultato |
| ---------- | ---------------- | ---------------- | --------- |
| 05.04.1980 | Campobasso       | Sutton Utd       | 0-0       |
| 05.04.1980 | Cavese           | Folkestone       | 3-0       |
| 05.04.1980 | Mantova          | Dulwich Hamlet   | 1-1       |
| 05.04.1980 | Triestina        | Cambridge City   | 3-0       |

#### Terza giornata
| Data       | Squadra numero 1 | Squadra numero 2 | Risultato |
| ---------- | ---------------- | ---------------- | --------- |
| 30.04.1980 | Cambridge City   | Campobasso       | 0-1       |
| 30.04.1980 | Dulwich Hamlet   | Cavese           | 3-0       |
| 30.04.1980 | Folkestone       | Mantova          | 1-0       |
| 30.04.1980 | Sutton Utd       | Triestina        | 2-0       |

#### Quarta giornata
| Data       | Squadra numero 1 | Squadra numero 2 | Risultato |
| ---------- | ---------------- | ---------------- | --------- |
| 03.05.1980 | Cambridge City   | Cavese           | 1-1       |
| 03.05.1980 | Dulwich Hamlet   | Campobasso       | 3-1       |
| 03.05.1980 | Sutton Utd       | Mantova          | 6-0       |
| 03.05.1980 | Folkestone       | Triestina        | 2-4       |

## Classifiche nazionali
Le classifiche sono separate per le squadre inglesi e le squadre italiane. Il torneo prevedeva 3 punti in caso di vittoria ed 1 in caso di pareggio.
In caso di parità di punteggio tra due squadre, la squadra con la differenza reti più alta precede l'altra squadra.
Le squadre con più punti nella classifica inglese e quella italiana acquisiscono il diritto di disputare la finale.

### Classifica delle squadre inglesi
```
1.SUTTON UNITED     4  2  2  0  8- 0  8
2.Dulwich Hamlet    4  2  2  0  7- 2  8
3.Folkestone        4  1  0  3  5-11  3
4.Cambridge City    4  0  1  3  1- 7  1
```

### Classifica delle squadre italiane
| Pos. | Squadra    | Pt | G | V | N | P | GF | GS | DR |
| ---- | ---------- | -- | - | - | - | - | -- | -- | -- |
| 1.   | Triestina  | 7  | 4 | 2 | 1 | 1 | 7  | 4  | +3 |
| 2.   | Campobasso | 7  | 4 | 2 | 1 | 1 | 6  | 5  | +1 |
| 3.   | Cavese     | 5  | 4 | 1 | 2 | 1 | 4  | 4  | 0  |
| 4.   | Mantova    | 4  | 4 | 1 | 1 | 2 | 3  | 8  | -5 |

## Finale
| Arbitro: | Latzin |

|  |                      |  |
|  | Tiri di rigore 5 – 4 |  |